# 1990-1996
『1990-1996』は、日本のバンドTHE MAD CAPSULE MARKETSのベスト・アルバムである。
THE MAD CAPSULE MARKETSとして初となるベストアルバムであり、アルバム『1997-2004』と同時発売された。
アルバム『HUMANITY』（1990年）から『4 PLUGS』（1996年）までの4人編成時代から選曲され、全曲新たにUEDA監修のもとリミックスされており、元の音源とは異なっている。また、同タイトルのPV集がDVDでリリースされている（後述）。
本アルバムと同時発売の『1997-2004』を発売後にソニー・ミュージックレコーズへと移籍したが、その後活動休止となったため、同バンドとして最後にリリースされた作品となった。

## 背景
アルバム『CiSTm K0nFLiqT...』（2004年）リリース後、同バンドは同年5月7日の名古屋ダイアモンドホールを皮切りに、7都市全11公演におよぶライブツアー「CiSTm K0nFLiqT... TOUR」を開催、東京公演にはレンチ、JOULOCKがゲスト参加した。
7月24日にはフジテレビ721にてアルバム『CiSTm K0nFLiqT...』について特集したドキュメンタリー番組が放送された。
8月7日、8日には大阪WTCオープンエアスタジアム、千葉マリンスタジアムにて開催されたイベントライブ「SUMMER SONIC 2004」に参加、8月14日には石狩湾新港樽ふ頭野外特設ステージにて実施されたイベントライブ「RISING SUN ROCK FESTIVAL 2004 in EZO」に参加した。

## 構成
アルバム『HUMANITY』（1990年）から『4 PLUGS』（1996年）までの内、以下の通りに選曲されている。なお、シングル「EJECT→OUT/PERIODIC CLASSIC」およびセルフカバーアルバム『THE MAD CAPSULE MARKET'S』（1996年）からは1曲も収録されてない。
- 『HUMANITY』（1990年） - 「三秒間の　　」、「あやつり人形」、「ラ・ラ・ラ（僕がウソつきになった日）」
- 『P・O・P』（1991年） - 「ギチ」、「MAD中毒」、「ハリネズミとXX」、「カラクリの底」
- 『カプセル・スープ』（1992年） - 「JESUS IS DEAD.」
- 『SPEAK!!!!』（1992年） - 「マスメディア」、「権力の犬」
- 『MIX-ISM』（1994年） - 「MIX-ISM」、「S・S・MUSIC」、「プロレタリア」、「BE SILENT FUCKIN' SYSTEM」
- 『PARK』（1994年） - 「HI-SIDE (HIGH-INDIVIDUAL-SIDE)」、「LIMIT」、「パラサイト（寄生虫）」、「公園へあと少し」、「P-A-R-K」
- 『4 PLUGS』（1996年） - 「POSSESS IN LOOP」、「CRACK」、「神KAMI-UTA歌」、「ノーマルライフ」、「消毒 S・H・Ô・D・O・K・U」

## リリース
本作リリースの告知は、WEB媒体としては2004年9月27日に『BARKS』において、10月28日には『CDジャーナル』にて行われた。
その後、2004年12月1日にビクターエンタテインメントのInvitationレーベルからリリースされた。
初回分のみデジパック仕様、限定グッズ購入券が封入されていた。

## ツアー
本作リリース後にはツアーは開催されず、ライブへとしては同年12月31日に幕張メッセにて開催されたイベントライブ「COUNTDOWN JAPAN04/05」に参加したのみとなった。
翌2005年に入り、4月にはメジャーデビュー以来14年所属したビクターからソニー・ミュージックレコーズへ移籍する事が発表された。
その後6月11日にイギリスのドニントン・パークにて開催されたイベントライブ「DOWNLOAD FES」にて「OZZ FES DAY」のメインステージに日本人として初の参加を果たした他、8月14日、15日には千葉マリンスタアム、大阪WTCオープンエアスタジアムにて開催されたイベントライブ「SUMMER SONIC 2005」に参加した。
一部媒体によっては同年秋には移籍第一弾シングルがリリース予定と発表されていたものの、実際にはリリースされずに翌2006年4月に無期限の活動休止を発表。その後活動が再開される事もなかったため、最後のライブは前述の大阪WTCオープンエアスタジアムにて開催された「SUMMER SONIC 2005」となった。

## 批評
| 専門評論家によるレビュー | 専門評論家によるレビュー |
| レビュー・スコア         | レビュー・スコア         |
| 出典                     | 評価                     |
| ------------------------ | ------------------------ |
| CDジャーナル             | 肯定的                   |
| TOWER RECORDS ONLINE     | 肯定的                   |

- 音楽情報サイト『CDジャーナル』では、選曲に関しては無難であると指摘しつつも「時系列に並んだ楽曲が彼らの進化の過程を分かりやすく伝えてくれる」と曲順に関して肯定的な評価を下し、さらにミックスが新しくなっている事に関して「曲によっては新曲のような風情に」と音質面・音圧面の向上に関して肯定的な評価を下している[11]。

- 音楽情報サイト『TOWER RECORDS ONLINE』では、時代と共に音楽性が変化した事について触れ、「初期のパンク時代のバキバキとしたサウンドから、現在のDIGIROCKサウンドへ移行する流れの中で2つの異なった音が強引かつ絶妙に絡み合う刺激的な時代のMADが聴ける」と選曲に関して肯定的な評価を下している[12]。

## チャート成績
オリコンチャートでは最高位21位、登場回数7回となった。
タワーレコードの「アルバム総合」部門において、渋谷で7位、新宿で9位、札幌で8位、名古屋で9位、大阪で8位をそれぞれ獲得した。また、「ジャパニーズ ロック&ポップス アルバム」部門において、2004年11月29日付けで5位を獲得した後、12月6日付けで14位、12月13日付けで17位を獲得した。

## 収録曲
| 全編曲: TAKESHI UEDA、THE MAD CAPSULE MARKETS。 |                                          |                   |                   |       |
| #                                               | タイトル                                 | 作詞              | 作曲              | 時間  |
| 1.                                              | 「三秒間の 」                            | KYONO             | KYONO             | 2:18  |
| 2.                                              | 「あやつり人形」                         | CRA￥             | CRA￥             | 2:57  |
| 3.                                              | 「ラ・ラ・ラ（僕がウソつきになった日）」 | CRA￥             | CRA￥             | 2:24  |
| 4.                                              | 「ギチ」                                 |                   | CRA￥             | 1:53  |
| 5.                                              | 「MAD中毒」                              | CRA￥             | CRA￥             | 1:41  |
| 6.                                              | 「ハリネズミとXX」                       | CRA￥             | CRA￥             | 2:31  |
| 7.                                              | 「カラクリの底」                         | KYONO             | KYONO             | 2:07  |
| 8.                                              | 「JESUS IS DEAD.」                       | CRA￥             | CRA￥             | 4:52  |
| 9.                                              | 「マスメディア」                         | CRA￥             | CRA￥             | 3:10  |
| 10.                                             | 「権力の犬」                             | KYONO、CRA￥      | KYONO、CRA￥      | 3:16  |
| 11.                                             | 「MIX-ISM」                              |                   | CRA￥             | 1:27  |
| 12.                                             | 「S・S・MUSIC」                          | CRA￥             | CRA￥             | 3:55  |
| 13.                                             | 「プロレタリア」                         | CRA￥             | CRA￥、KYONO      | 3:26  |
| 14.                                             | 「BE SILENT FUCKIN' SYSTEM」             | CRA￥             | CRA￥             | 3:00  |
| 15.                                             | 「HI-SIDE (HIGH-INDIVIDUAL-SIDE)」       | CRA￥             | CRA￥             | 4:08  |
| 16.                                             | 「LIMIT」                                | CRA￥             | CRA￥             | 3:25  |
| 17.                                             | 「パラサイト（寄生虫）」                 | CRA￥             | CRA￥             | 3:53  |
| 18.                                             | 「公園へあと少し」                       | CRA￥             | CRA￥             | 4:29  |
| 19.                                             | 「P-A-R-K」                              | CRA￥             | CRA￥             | 2:44  |
| 20.                                             | 「POSSESS IN LOOP」                      | TAKESHI "￥" UEDA | TAKESHI "￥" UEDA | 3:55  |
| 21.                                             | 「CRACK」                                | TAKESHI "￥" UEDA | TAKESHI "￥" UEDA | 3:06  |
| 22.                                             | 「神KAMI-UTA歌」                         | TAKESHI "￥" UEDA | TAKESHI "￥" UEDA | 3:17  |
| 23.                                             | 「ノーマルライフ」                       | TAKESHI "￥" UEDA | TAKESHI "￥" UEDA | 4:15  |
| 24.                                             | 「消毒 S・H・Ô・D・O・K・U」             | TAKESHI "￥" UEDA | TAKESHI "￥" UEDA | 4:15  |
| 合計時間:                                       | 合計時間:                                | 合計時間:         | 合計時間:         | 74:58 |

## スタッフ・クレジット

### THE MAD CAPSULE MARKETS
- KYONO - ボーカル
- TAKESI UEDA - ベース、プログラミング、ボーカル
- MOTOKATSU MIYAGAMI - ドラムス、プログラミング

### 参加ミュージシャン
- 室姫深 - ギター（1 - 3曲目）
- ISHIG∀KI - ギター（4 - 24曲目）
- 草間敬 (KURID INT'L) - プログラミング
- yukihiro - プログラミング（20,21曲目）
- ギャリー・スタウト - コーラス
- 藤田タカシ - コーラス
- サカグチケン - コーラス
- CJ - コーラス

### スタッフ
- TAKESHI UEDA - プロデューサー、サウンド・プロデューサー
- THE MAD CAPSULE MARKETS - プロデューサー
- KONI-YANG (KURID INT'L) - エンジニア
- 八島順一 - テク&プロトゥールス・アシスタント
- 山崎和重 (FLAIR) - CDマスタリング
- 土井宏明 (POSITRON) - アート・ディレクション
- 和田亨 (POSITRON) - デザイン
- YOSHI-LOW NISHI (POSITRON) - デザイン
- 富岡克文（ビクターデザインセンター） - ビジュアル・コーディネーション
- 渡辺友郎（ビクターデザインセンター） - ビジュアル・コーディネーション

- 横田直樹（スピードスター） - A&R
- 阿藤祐治 (DESTROYDER) - マネージメント
- いわほりまゆき (DESTROYDER) - マネージメント
- 小野朗（スピードスター） - プロモーション・ヘッド
- SAMMIE - インターナショナル・リエーション
- つづきまき - インターナショナル・リエーション
- うちのめぐみ (DESTROYDER) - デスク
- 田中智子（スピードスター） - デスク
- 田中義則 (DESTROYDER) - エグゼクティブ・プロデューサー
- 関口明 (INVITATION) - エグゼクティブ・プロデューサー

## 1990-1996 VIDEO
『1990-1996 VIDEO』は、THE MAD CAPSULE MARKETSのミュージック・ビデオ集。
2005年3月16日にビクターエンタテインメントからリリースされた。DVD『1997-2004 VIDEO』との同時発売。本作のリリース告知は同年2月3日に『CDジャーナル』などのWEB媒体にて行われた。
1990年から1996年までの同バンドのPVが収録されており、音源は全てアルバム『1990-1996』収録のリミックス音源で収録されている。初回限定版のみ「BE SILENT FUCKIN' SYSTEM」のPVが収録されている。
収録されているPVの内、以下の3曲はオリジナルから変更されている箇所がある。
- 「カラクリの底」はVHS版では冒頭に別曲によるイントロが挿入されていたが、本作品では収録されていない。
- 「マスメディア」は当時のライブ映像を新たにPV化している。
- 「プロレタリア」は当時テレビ等で放映されたものとは異なり、新たに編集されたものとなっている。

その他、テレビ放映されたものやVHSでリリースされた時に収録されていたPVで未収録のものがある。未収録のPVは「JESUS IS DEAD.」、「EJECT→OUT」、「HAB'IT」、「IN SURFACE NOISE」、「HI-SIDE (HIGH-INDIVIDUAL-SIDE)」、「WALK!」、「パラサイト(寄生虫)（※1996年セルフカバー版）」。このうち「JESUS IS DEAD.」、「EJECT→OUT」、「パラサイト(寄生虫)（※1996年セルフカバー版）」の3作品は商品化されていない。

### 収録曲
1. あやつり人形
監督：HERA
2. ギチ
監督：HERA
3. カラクリの底
監督：HERA
4. マスメディア
監督：高木照之
5. プロレタリア
監督：福田義久
6. LIMIT
監督：サカグチケン
7. パラサイト(寄生虫)
監督：サカグチケン
挿入映像：『マッハGoGoGo』（タツノコプロ）
8. 公園へあと少し
監督：サカグチケン
9. POSSESS IN LOOP
監督：サカグチケン
10. CRACK
監督：サカグチケン
11. 神KAMI-UTA歌
監督：サカグチケン
12. 消毒 S・H・O・D・O・K・U
監督：サカグチケン
13. BE SILENT FUCKIN' SYSTEM
初回盤のみ収録